# Star Fox 64 3D
Star Fox 64 3D (スターフォックス64 3D Sutā Fokkusu Rokujūyon Surīdī?) es un videojuego para Nintendo 3DS que tiene una jugabilidad parecida al videojuego para Nintendo 64 Star Fox 64, del cual es un remake.

## Antecedentes
En la conferencia del E3 de 2010, Nintendo anunció una versión de Star Fox 64 para la Nintendo 3DS, llamado "Star Fox 64 3D". Se presentó también una demo jugable durante aquella misma edición. La demostración tenía los controles de mando y los diálogos de los personajes situados en la pantalla inferior. Nintendo añadió una nueva forma de control que haría uso del giroscopio de la consola para mover el Arwing en el espacio. En el E3 de 2011, Nintendo confirmó que el juego soportaría hasta cuatro jugadores en un modo multijugador. Por el momento, Nintendo aún no ha anunciado un modo multijugador en línea, teniendo esto pocas posibilidades de que aparezca en el juego final.
Los jugadores tienen la posibilidad de tomarse fotos de ellos mismos y que éstas aparezcan en el juego, igual que hace el juego Ridge Racer 3D. Se lanzó el 14 de julio de 2011 en Japón.
El 7 de junio de 2011, en la sesión de preguntas y respuestas de la conferencia de Nintendo en el E3, Miyamoto dijo en tono de broma que si Star Fox 64 3D no era el mejor juego de la serie, o hacía ingresar a la empresa mucho dinero, la franquicia desaparecería.

## Doblaje
Star Fox 64 3D cuenta con nueve doblajes diferentes: japonés, inglés americano, inglés británico, francés europeo, francés canadiense, español latinoamericano, español europeo, alemán e italiano. Esta es la lista de dobladores:
| Personaje                 | Actor de voz      | Actor de voz    | Actor de voz    |
| Personaje                 | Japón             | Los Ángeles     | España          |
| Fox McCloud               | Takashi Ôhara     | Daniel Galo     | Ángel de Gracia |
| Falco Lombardi            | Kousuke Takaguchi | Humberto Amor   | Alberto Vilar   |
| Peppy Hare                | Kunpei Sakamoto   | Octavio Solorio | Rafael Turia    |
| Slippy Toad               | Kei Hayami        | Ivette González | Ariadna Jiménez |
| ROB 64                    | Atsushi Abe       | Daniel Galo     | Dani Albiac     |
| James McCloud             | Kunpei Sakamoto   | Daniel Galo     | Dani Albiac     |
| Wolf O'Donnell            | Kousuke Takaguchi |                 | Alfonso Vallés  |
| Leon Powalski             | Takashi Ôhara     |                 | Dani Albiac     |
| Pigma Dengar              | Tsuguo Mogami     |                 | Rafael Turia    |
| Andrew Oikonny            | Atsushi Abe       |                 | Ángel de Gracia |
| Bill Grey                 | Atsushi Abe       |                 | Dani Albiac     |
| Katt Monroe               | Kai Hayami        |                 | Nuria Trifol    |
| General Pepper            | Tsuguo Mogami     |                 | Alfonso Vallés  |
| Andross                   | Tsuguo Mogami     |                 | Alfonso Vallés  |
| Caimán                    | Takashi Ôhara     |                 | Dani Albiac     |
| Entrenador                | Kunpei Sakamoto   |                 |                 |
| Granga                    | Kousuke Takaguchi |                 | Rafael Turia    |
| Piloto del Attack Carrier | Tsuguo Mogami     |                 | Dani Albiac     |
| Piloto del Meteo Crusher  | Kunpei Sakamoto   |                 | Alberto Vilar   |
| Piloto del Shogun         | Kunpei Sakamoto   |                 | Rafael Turia    |
| Spyborg                   | Kei Hayami        |                 |                 |
| Piloto del Sarumarine     | Takashi Ôhara     |                 | Alfonso Vallés  |
| Piloto del Mechbeth       | Tsuguo Mogami     |                 | Dani Albiac     |
| Narrador                  |                   | Isidro Olace    | Alfonso Vallés  |